# Wutong (sockenhuvudort i Kina, Zhejiang Sheng, lat 27,89, long 119,51)
Wutong (kinesiska: 梧桐乡) är en sockenhuvudort i Kina. Den ligger i provinsen Zhejiang, i den östra delen av landet, omkring 270 kilometer söder om provinshuvudstaden Hangzhou. Antalet invånare är 2 781. Befolkningen består av 1 369 kvinnor och 1 412 män. Barn under 15 år utgör 17,0 %, vuxna 15-64 år 66 %, och äldre över 65 år 16,0 %.
Runt Wutong är det ganska tätbefolkat, med 78 invånare per kvadratkilometer. Närmaste större samhälle är Shawan, 6,0 km sydväst om Wutong. I omgivningarna runt Wutong växer i huvudsak blandskog.
Genomsnittlig årsnederbörd är 2 328 millimeter. Den regnigaste månaden är juni, med i genomsnitt 383 mm nederbörd, och den torraste är januari, med 67 mm nederbörd.